# Almașu Sec, Hunedoara
Almașu Sec este un sat în comuna Cârjiți din județul Hunedoara, Transilvania, România.

## Galerie de imagini

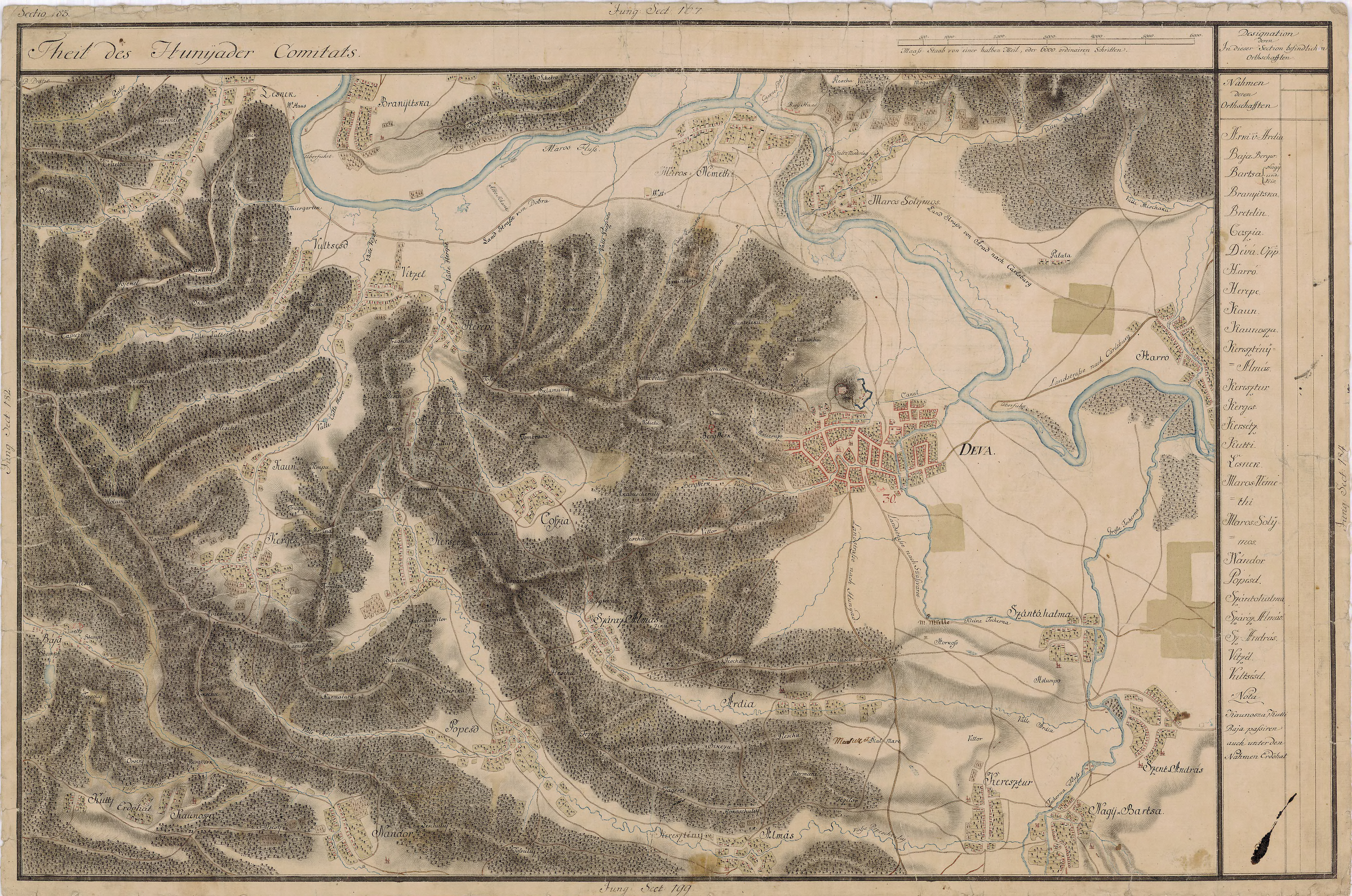
Almașu Sec pe Harta Iosefină a Transilvaniei, 1769-1773